# Stazione di Weston-super-Mare
La stazione di Weston-super-Mare è la principale stazione dell'omonima parrocchia civile, nel distretto del North Somerset, in Inghilterra.

## Storia
La stazione venne aperta nel 1841, con la linea Bristol-Exeter. All'inizio era solo la stazione della diramazione di Weston Junction (ora in disuso), a metà tra le giunzioni di Worle e Uphill. La stazione è stata ricostruita nel 1866  e nel 1884.